# کنگرس (آریزونا)
کنگرس (به انگلیسی: Congress) یک منطقهٔ مسکونی در ایالات متحده آمریکا است که در شهرستان یاواپای، آریزونا واقع شده‌است. کنگرس ۹۷٫۶۳ کیلومتر مربع مساحت و ۴٬۸۲۱ نفر جمعیت دارد و ۹۲۸ متر بالاتر از سطح دریا واقع شده‌است.